# Lokschuppen Maybachstraße

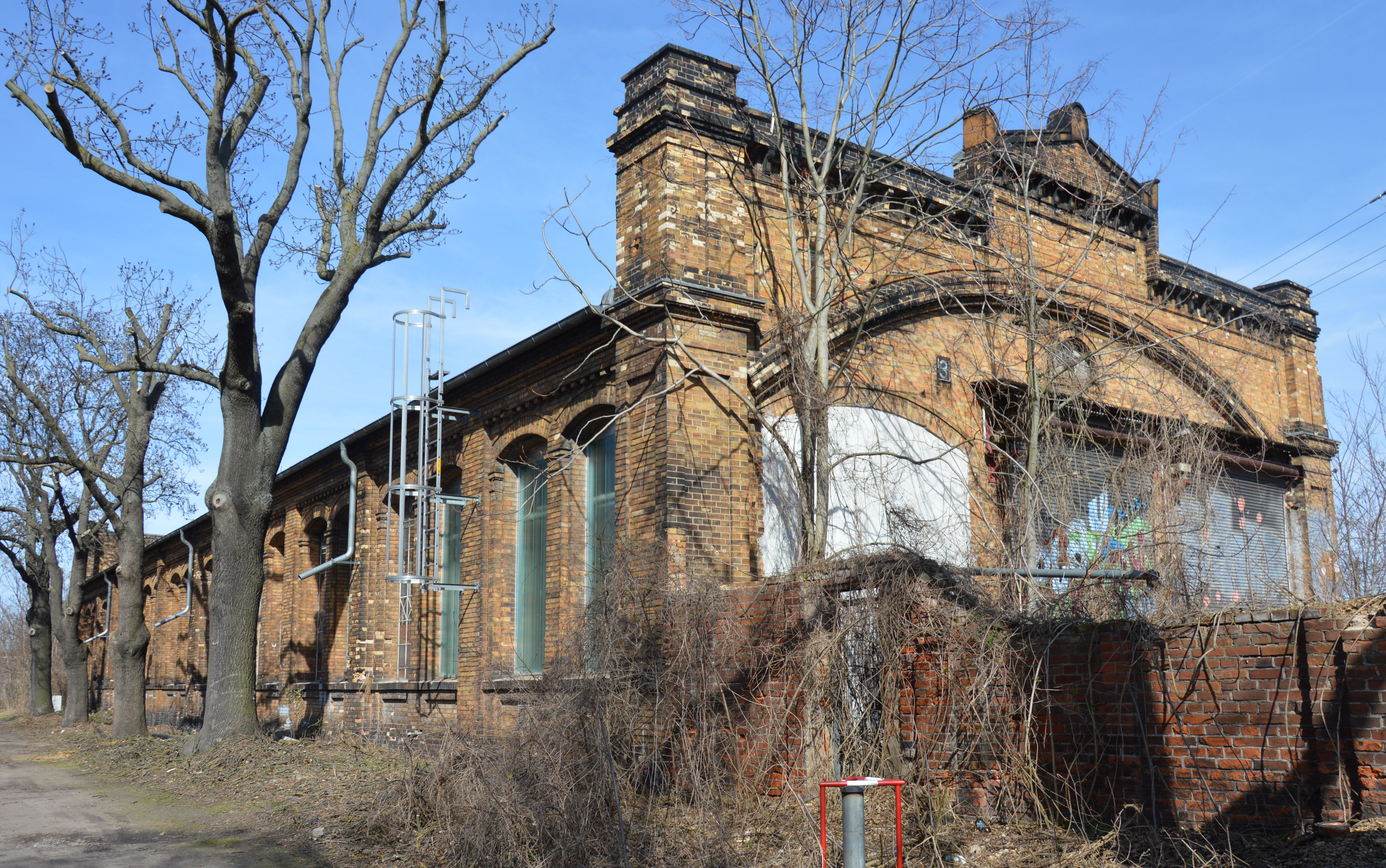
Lokschuppen Maybachstraße

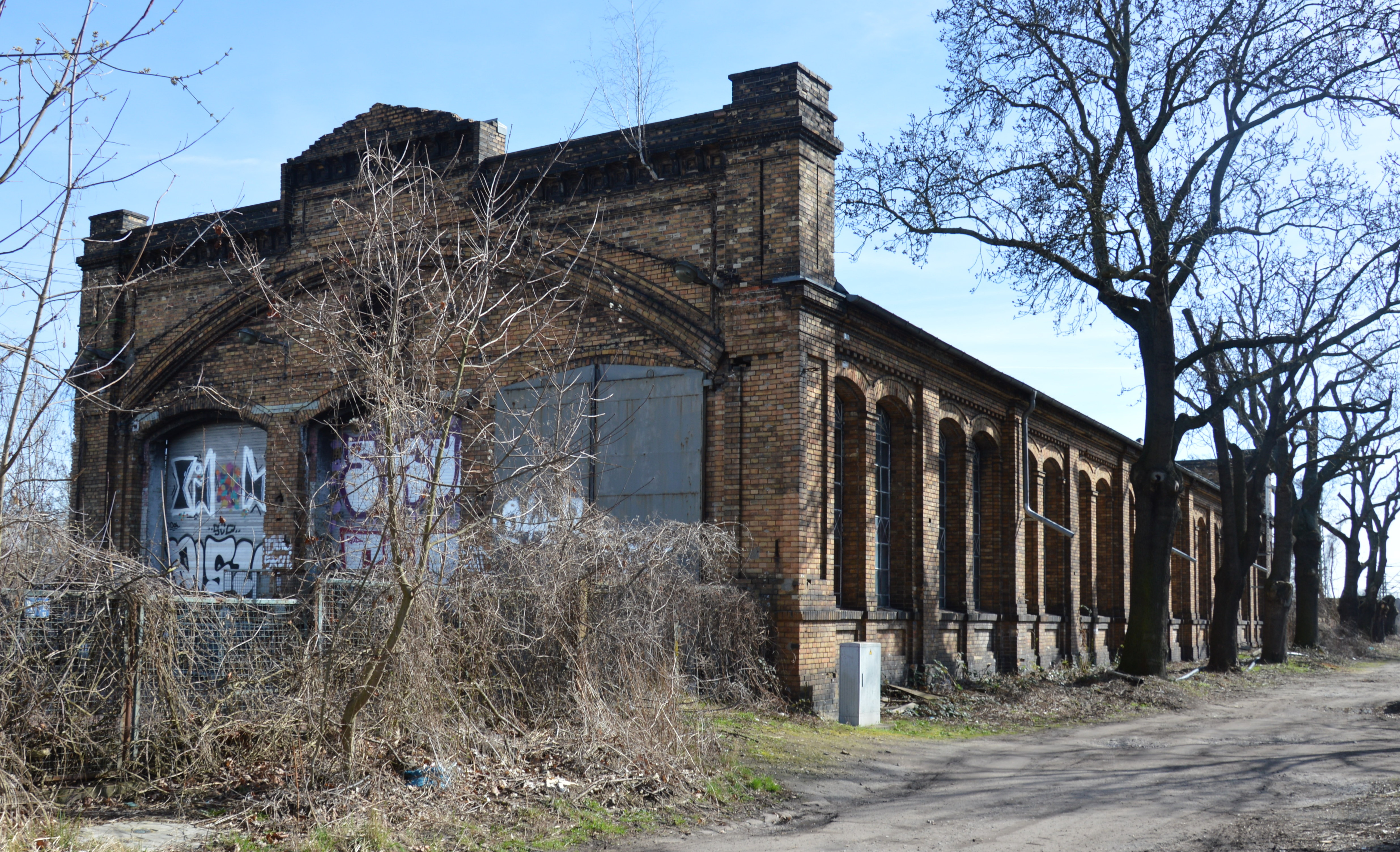
Blick von Norden

Der Lokschuppen Maybachstraße ist ein denkmalgeschützter Lokschuppen in Magdeburg in Sachsen-Anhalt.

## Lage
Es befindet sich im Magdeburger Stadtteil Altstadt, östlich der Maybachstraße.

## Architektur und Geschichte
Der Lokschuppen wurde ungefähr 1873 für die Berlin-Potsdam-Magdeburger Eisenbahngesellschaft errichtet. Er gehörte zum von 1871 bis 1873 von den Eisenbahngesellschaften Magdeburg-Leipzig und Berlin-Potsdam-Magdeburg gebauten Central-Bahnhof. Er befand sich stadtseitig in unmittelbarer Nähe der Anlagen der Festung Magdeburg. Der auf rechteckigem Grundriss aus Ziegeln gebaute Lokschuppen ist langgestreckt und mit Segmentbogenfenstern versehen. Jeweils drei Ein- bzw. Ausfahrten befinden sich auf den schmalen Seiten im Norden und Süden des Gebäudes und werden von großen Segmentbögen und Blendgiebeln überspannt. Es besteht ein Segmentbogendach auf das ein Oberlicht aufgesetzt ist. Als Stützen dienen filigran ausgeführte Eisen-Fachwerkbinder in Sichelform.
Im örtlichen Denkmalverzeichnis ist der Lokschuppen unter der Erfassungsnummer 094 18270 als Baudenkmal verzeichnet.
Der Lokschuppen gilt als repräsentatives Dokument aus der Zeit der Privatbahnen und eindrucksvollstes erhaltene Objekt des gründerzeitlichen Bahnhofneubaus des Central-Bahnhofs.